# Cooper megye (Missouri)
Cooper megye az Amerikai Egyesült Államokban, azon belül Missouri államban található. Megyeszékhelye és legnagyobb városa Boonville. Lakosainak száma 17 103 fő (2020. április 1.). Cooper megye Howard, Boone, Moniteau, Morgan, Pettis és Saline megyékkel határos.

## Népesség
A megye népességének változása:
| Lakosok száma | 17 584 | 17 560 | 17 511 | 17 647 | 17 642 | 17 103 |
|               | 2010   | 2011   | 2012   | 2013   | 2015   | 2020   |